# Nieuport 27
A Nieuport 27 egy híres első világháborús vadászrepülőgép volt, melyet a Nieuport repülőgyár gyártott. Az első változatok 1917-ben gördültek ki a műhelyből, és néhány hónap múlva már hadba is állították őket. Az első világháború során a 27-est a franciákon kívül még az angolok, az amerikaiak, az olaszok és a brit gyarmatok pilótái is szívesen használták.

## Története

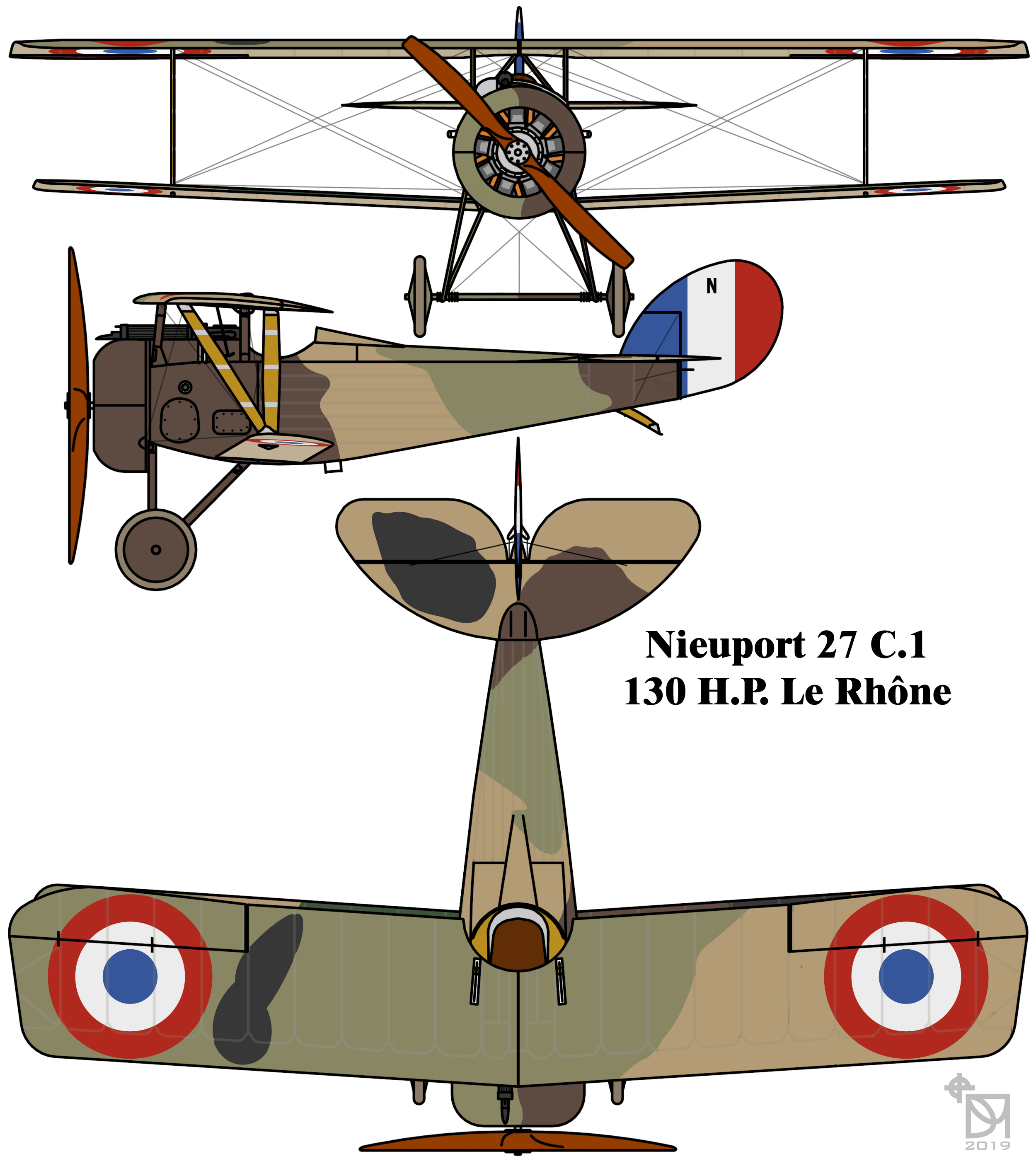
Nieuport 27 C.1

### Jellemzői
A Niueport 27-est javarészt a Nieuport 24-nél szerzett tapasztalatok alapján építették, így a két gép számos tulajdonságban megegyezik. Niueport 27-est végül 1917-ben állították hadrendbe, és hamarosan nagy népszerűségnek örvendett. Az angol légierőnél a 40 légi győzelmet elérő Philip Fullard volt a legeredményesebb Nieuport pilóta, míg az olaszoknál a 17 győzelmes Marziale Cerutti. A gép fegyverzetét 2 db Vickers közepes kaliberű géppuska adta. A repülőgép másfél órát volt képes a levegőben maradni, ehhez körülbelül 200 kg tömegű  üzemanyagot tankoltak belé.

## Használó országok
Franciaország
 Olasz Királyság
 Olasz Légihadtest
 Egyesült Királyság
 Amerikai Egyesült Államok
 Lengyelország
 Japán
 Oroszország
 Uruguay